# Bruno Koschmider

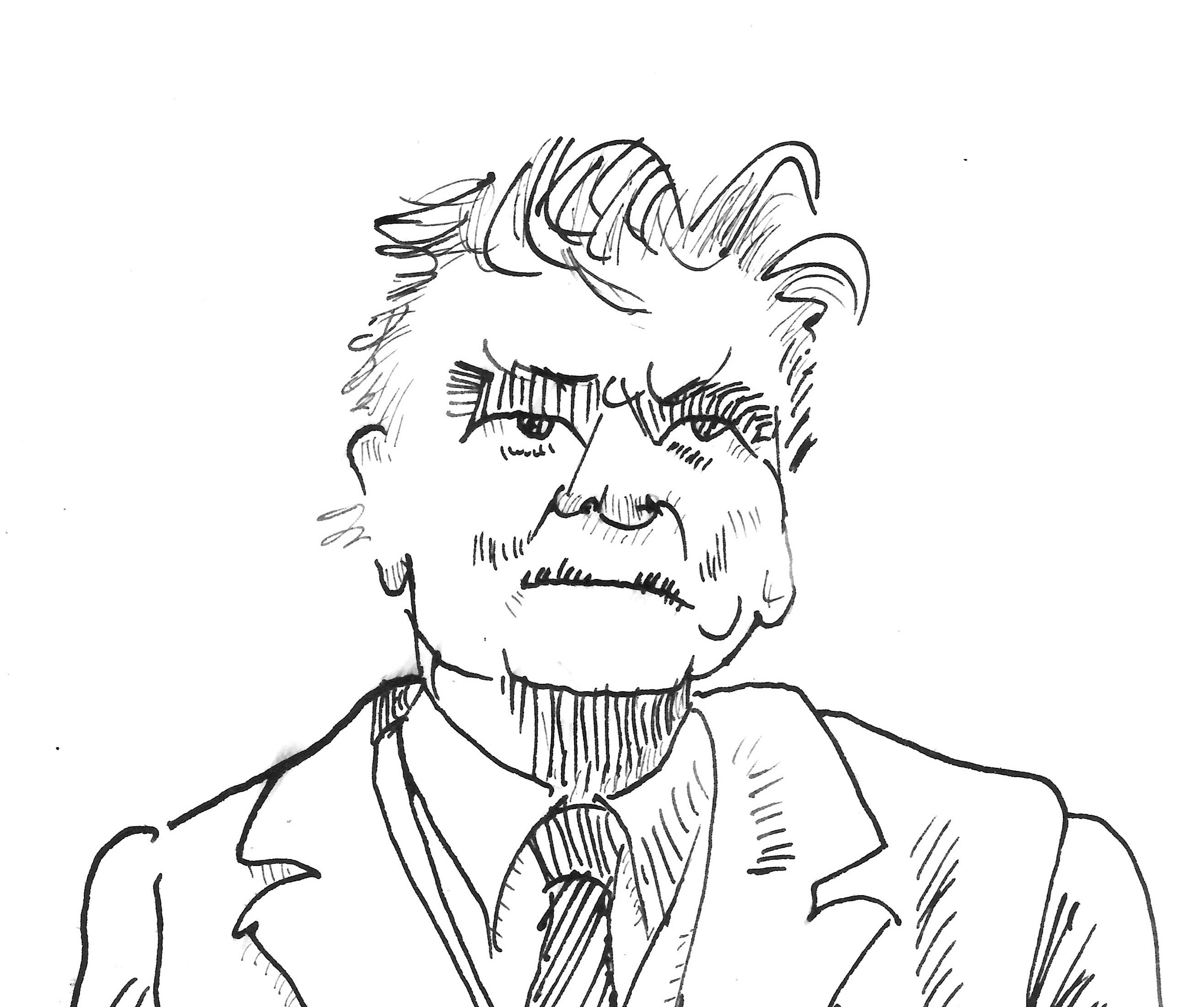
Bruno Koschmider

Bruno Koschmider (Danzig, atual Gdańsk, 30 de abril de 1926 — Hamburgo, 12 de outubro de 2000) foi um empresário alemão mais conhecido por ter contratado os Beatles no início da década de 1960. Ele teve vários negócios, tais como o Bambi Kino, uma sala de cinema, e os clubes Indra e Kaiserkeller.

## The Beatles
Allan Williams agendou apresentações para os Beatles (em maio de 1960) no clube Indra, também pertencente a Koschmider. Os Beatles primeiramente tocaram no clube Indra - dormindo em quartos pequenos e sujos no Bambi Kino, mudando-se dali (após o fechamento do Indra) para o Kaiserkeller, de maior porte. Em outubro de 1960, eles deixaram esse clube e passaram a se apresentar no "Top Ten Club", que era gerido por Peter Eckhorn. Quando Paul McCartney e Pete Best voltaram ao Bambi Kino para pegar seus pertences eles encontraram o lugar em total escuridão. Pregando um preservativo em uma parede e ateando-lhe fogo permitiu que McCartney e Best tivessem uma fonte de luz, usada para localizar os pertences. Não houve danos reais, mas Koschmider os denunciou à polícia por incêndio criminoso. McCartney e Best passaram três horas numa carceragem, sendo em seguida deportados, assim como também o foi George Harrison, por ter trabalhado abaixo da idade legal mínima.